# Hán Cô
Hán Cô (chữ Hán giản thể: 汉沽区, âm Hán Việt: Hán Cô khu) là một quận thuộc thành phố] Thiên Tân, Cộng hòa Nhân dân Trung Hoa. Hán Cô nằm ở ven biển phía đông của Thiên Tân. Về mặt hành chính, quận Hán Cô được chia thành các đơn vị hành chính gồm 5 nhai đạo: Hán Cô, Trại Thượng, Hà Tây, Thiên Hóa, Diêm Trường; 4 trấn: Trà Điến, Đại Điền, Dinh Thành, Dương Gia Bạc.300480